# Strictly Rhythm
Strictly Rhythm is een Amerikaans platenlabel uit New York dat zich toelegt op housemuziek. Het label speelde een voorname rol in de ontwikkeling van de housemuziek in de jaren negentig. Het label ging in 2002 failliet maar werd in 2007 na een lang juridisch gevecht weer opnieuw opgestart. 

## Geschiedenis
Strictly Rhythm werd in 1989 opgericht door Mark Finkelstein en Gladys Pizarro. Finkelstein was de controller van het platenlabel Spring Records, dat in 1989 failliet ging. Met zijn afkoopsom wilde hij aanvankelijk een taxibedrijfje starten maar Gladys Pizarro, ook werkzaam bij het label als receptioniste, overtuigde hem om gezamenlijk een houselabel te starten. Finkelstein nam de administratie en distributie voor zijn rekening en werd Gladys de A&R-manager. Vroege hitjes van het label waren Can you feel it van CLS, Follow me (1992) van Aly-us, Morel's groove (1993) van George Morel en (Who?) Keeps Changing Your Mind (1993) van South street player. Gladys vertrok in 1991 voor een tijd maar keerde in 1994 weer terug bij het label. 
In 1994 had het label een wereldhit te pakken met het nummer I like to move it van de act Reel 2 Real. Het leverde het label bijna acht ton in dollars op. De act bracht een album uit en maakte tussen 1994 en 1996 meerdere hits. Hitsucces hadden in deze periode ook Armand van Helden met Witch doktor (1994) en Josh Wink met Higher State Of Consciousness (1995). Latere hits van het label waren Free (1997) van Ultra Nate en King of my castle (1999) van Wamdue Project. Ook brachten ze de tracks van de Vengaboys uit op de Amerikaanse markt. 
In 2002 kwam Strictly Rhythm in zwaar weer door een conflict met Warner Music Group. Finkelstein was in 2000 een samenwerking aangegaan om meer slagkracht te hebben om platen te kunnen promoten. De samenwerking mislukte waarbij Strictly Rhythm failliet ging. In het lange juridische gevecht dat volgde, kwam Strictly Rhythm stil te liggen. De strijd werd in 2006 door Finkelstein gewonnen, waarbij hij de controle over de rechten terug kreeg. Daarna werd het label weer opgestart en keerde ook Gladys Pizarro terug bij het team. Om het leven weer tot leven te krijgen werd de hulp van Simon Dunmore van Defected Records ingeroepen. In 2009 had het label opnieuw een wereldwijde hit met het nummer La Mezcla van Michel Cleis. In 2010 werd de samenwerking met Defected verbroken en ging het label weer zelfstandig verder.

## Artiesten die werk uitbrachten op Strictly Rhythm
- Masters at Work
- Josh Wink
- Armand van Helden
- Erick Morillo
- Reel 2 Real
- Barbara Tucker
- David Morales
- Todd Terry
- Roger Sanchez
- Wildchild
- Vengaboys
- DJ Sneak
- The Rhythm Masters
- King Britt
- Osunlade
- Satoshi Tomiie

## Bekende platen van Strictly Rhythm
- C.L.S. - Can you feel it 1991
- Aly-us - Follow me 1992
- George Morel - Morel's Groove 1993
- Smooth touch - House of love 1993
- South street player - (Who?) Keeps Changing Your Mind 1993
- Sole Fusion - Bass Tone 1994
- Erick Morillo - Luv Dancin'
- Reel 2 Real - I like to move it 1994
- Reel 2 Real - Go on move 1994
- Armand van Helden - The Witch doctor 1994
- Planet Soul - Set U Free 1995
- Lil' Mo' Yin Yang - Reach 1995
- Josh Wink - Higher State Of Consciousness 1995
- Ultra Nate - Free 1997
- Wamdue Project - King of my castle 1999
- Ultra Nate - Desire 2000
- Different Gear vs. Sia - Drink to get drunk 2001
- KMC - I Feel so fine 2002
- Michel Cleis - La Mezcla 2009

## Uitgebrachte artiestenalbums Strictly Rhythm
- Reel 2 Real - Move it! 1994
- Morel Inc. - N.Y.C. Jam Session 1995
- Reel 2 Real - Are You Ready For Some More? 1996
- Planet Soul - Energy & Harmony 1996
- Ultra Naté - Situation:Critical 1998
- Morel Inc. - Are You Ready To Play? 1998
- Wamdue Project - Program Yourself 1998
- Ultra Naté - Stranger Than Fiction 2001
- Osunlade - Elements Beyond 2007
- Quentin Harris - No Politics 2007
- Quentin Harris - Sac•ri•fice 2010
- Ben Westbeech- There's More To Life Than This 2011